# Phoronis psammophila
Phoronis psammophila är en djurart som beskrevs av Cori 1889. Enligt Catalogue of Life ingår Phoronis psammophila i släktet Phoronis, fylumet hästskomaskar och riket djur, men enligt Dyntaxa är tillhörigheten istället släktet Phoronis, familjen Phoronidae, fylumet hästskomaskar och riket djur. Arten är reproducerande i Sverige. Inga underarter finns listade i Catalogue of Life.